# 가디스 버니
산드라 "샌디" 크리스프(1960년 1월 13일 ~ 2021년 1월 27일)는 무대명 더 가디스 버니(The Goddess Bunny)로 더 잘 알려진 미국의 엔터테이너, 드래그 퀸, 배우, 모델이다. 1987년경 녹화된 크리스프의 탭댄스 영상은 최초의 바이럴 영상 중 하나가 되었다.

## 생애와 경력
샌디 크리스프는 1960년 1월 13일 캘리포니아주 샌타모니카에서 이탈리아계 변호사인 존 웨슬리 바이마와 체로키 혼혈인 비서 베티 바이마 사이에서 태어났다. 크리스프의 생애에 관해 알려진 대부분의 내용은 크리스프 본인이 들려준 이야기에서 비롯되었으며, 그중 일부는 조작된 것이었다. 예를 들어 2018년 크리스프는 1974년 최초의 패럴림픽에 참가했다고 주장했으나, 당시 크리스프가 살던 로스앤젤레스에서는 그해에 해당 행사가 열리지 않았다.
크리스프는 트랜스젠더 여성으로, 1970년대 후반에 성전환을 했다. 저녁이면 드래그 퀸으로 공연했다. 《할리우드 바이스 스쿼드》 촬영장에서 드래그 퀸 글렌 메드모어를 만난 뒤 친구이자 협력자가 되었다.
크리스프는 출생 직후 소아마비에 걸렸고 여러 의사의 의료 과실로 인해 평생 휠체어를 타야 하는 신체 기형을 갖게 되었다. 부모가 이혼한 후 장애아동을 위한 위탁 가정에서 살았다. 이 가정들에서는 크리스프의 성 정체성과 장애를 이유로 일상적으로 신체적, 성적 학대를 가했다. 십 대 시절 어머니와 함께 살게 되었고 14세에 트랜스 소녀임을 밝혔다. 어머니는 매우 독실한 신자였기에 크리스프의 성 정체성을 거부했고 본명으로 부르기를 고집했지만, 크리스프는 성인이 된 후에도 때때로 어머니와 함께 살았다.
크리스프는 고등학교를 졸업하자마자 연예계 진출을 시작했다. 1986년 영화 《할리우드 바이스 스쿼드》에서 샬린 역으로 데뷔했다. 이후 마릴린 맨슨의 뮤직 비디오 "더 도프 쇼"에 출연했다. 크리스프는 뮤직 비디오 출연료를 "처음부터 전혀 받지 못했다"고 말했다.
1994년에는 닉 부가스가 연출한 다큐멘터리 《더 가디스 버니》의 주인공이 되었다. 2019년에는 헌터 레이 바커가 만든 또 다른 다큐멘터리 《버니》가 개봉되었다. 이 영화는 크리스프가 말년을 보낸 생활 보조 시설을 배경으로 하며, 진 시몬스를 비롯한 크리스프의 팬들이 출연했다.
루브르 박물관은 조엘 피터 위트킨이 찍은 크리스프의 누드 사진 《레다로서의 가디스 버니》(1986년)를 영구 소장품으로 보유하고 있다.

## 사생활
버니는 친자식은 없었지만 팝 가수 라나 델 레이의 언니인 사진작가 척 그랜트를 비롯한 팬들을 비공식적으로 '입양'했다.
한 멕시코 식당에서 영화감독 헌터 레이 바커를 만났다고 전해진다. 크리스프는 바커의 뮤즈가 되었고, 바커는 크리스프에 관한 단편 다큐멘터리를 제작했다.

## 사망
크리스프는 말년에 캘리포니아주 잉글우드의 생활 보조 시설에서 지냈다. 2021년 1월 27일 로스앤젤레스에서 61세 생일을 맞은 지 14일 만에 코로나19로 사망했다.
라나 델 레이는 자신의 인스타그램 페이지에 추모 글을 올렸다. 크리스프의 아들 헌터 레이 바커는 할리우드 포에버 공동묘지에 묻히고 싶어 했던 크리스프의 소원을 이루어주기 위해 장례 비용을 마련하고자 고펀드미 모금을 시작했다.